# Estación de Guadalcázar
Guadalcázar fue una estación de ferrocarril situada en el municipio español de Guadalcázar, en la provincia de Córdoba. La estación se encontraba en el barrio de San Vicente, desde entonces más conocido como el «barrio de la Estación».

## Situación ferroviaria
Las instalaciones se encontraban situadas en el punto kilométrico 75,8 de la línea férrea de ancho ibérico Marchena-Valchillón, entre las estaciones de Las Pinedas y Las Tablas. 

## Historia
La estación fue abierta al tráfico el 12 de octubre de 1885, con la puesta en marcha del tramo La Carlota-Valchillón de la línea que pretendía unir Marchena con Córdoba. Las obras y explotación inicial corrieron a cargo de la Compañía de los Ferrocarriles Andaluces. El objetivo del ferrocarril era comunicar las Campiñas sevillana y cordobesa con el resto de la red y establecer una conexión entre Córdoba y Sevilla alternativa a la línea de MZA concluida en 1859. La explotación se centró en el tráfico de mercancías, pero destacó también el transporte de viajeros entre estaciones próximas.
En 1936, durante la Segunda República, «Andaluces» fue incautada por el Estado debido a sus problemas económicos. En 1941, con la nacionalización de la red de ancho ibérico, la estación pasó a manos de RENFE. La línea fue clausurada en 1970 debido a la baja rentabilidad que ofrecía.

## Actualidad

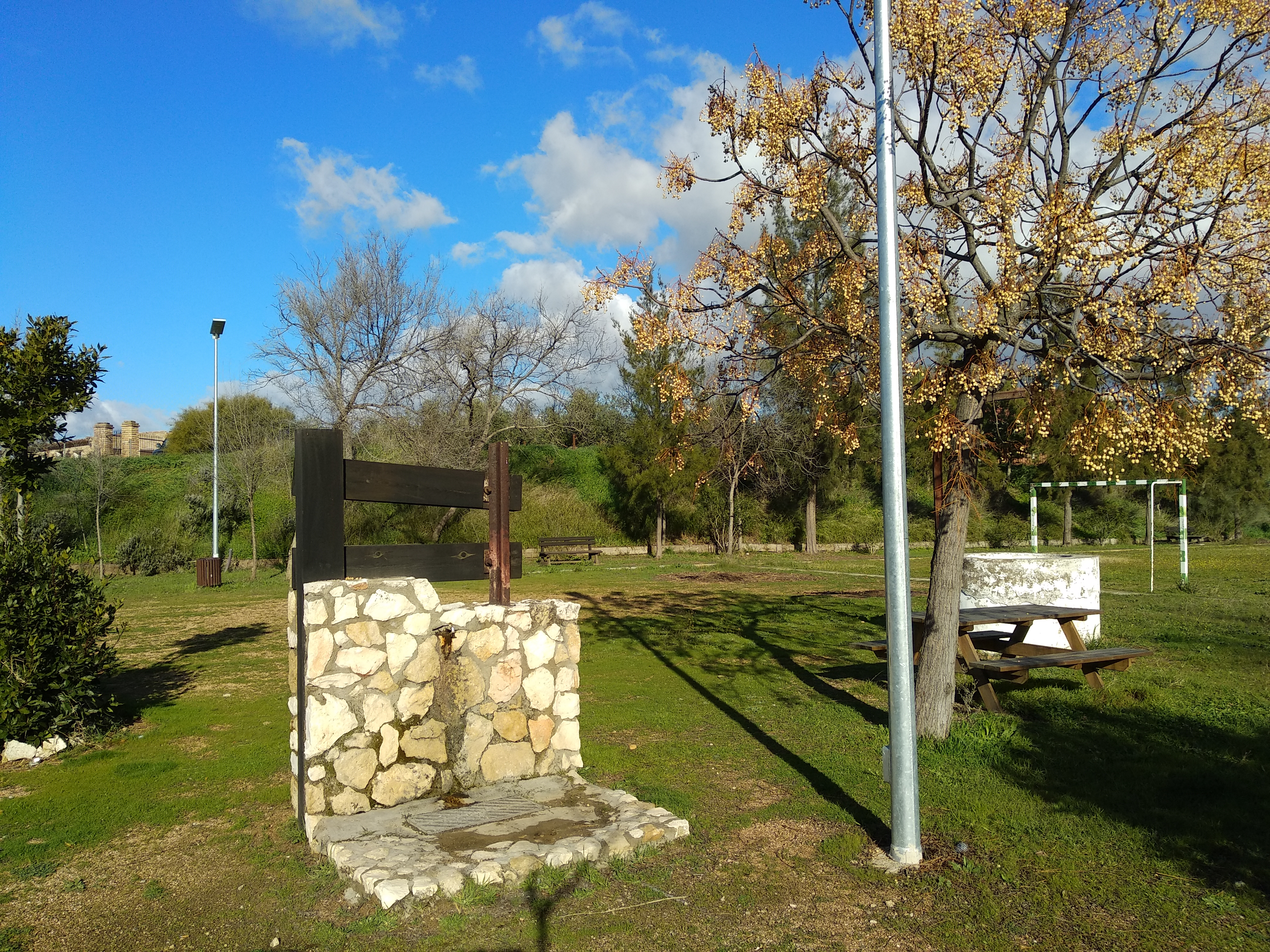
El emplazamiento en 2019.

No quedan restos de la antigua estación y su emplazamiento ha sido acondicionado como área de descanso dentro de la Vía Verde de la Campiña. Tras su desmantelamiento, la línea fue adecuada como Vía Verde. El emplazamiento de la antigua estación ha sido acondicionado como área de descanso con merenderos, fuentes, aparcamiento y un campo de fútbol. 
Como recuerdo al ferrocarril, se exhibe un trozo de vía a modo de escultura.